# Nonciature apostolique en Bavière
La nonciature apostolique en Bavière ou nonciature apostolique à Munich est une représentation diplomatique permanente du Saint-Siège qui se tint jusqu'en 1936 en Bavière (d'abord dans l'électorat de Bavière, devenu ensuite royaume de Bavière). Son siège était à Munich. Le nonce apostolique avait rang d'ambassadeur.

## Histoire
La nonciature apostolique de Munich  a été fondée en 1785 à l'initiative de l'empereur Joseph II et selon la suggestion de l'électeur palatin Charles-Théodore de Bavière qui menait une politique d'alliance avec l'empire d'Autriche avec l'intention de maintenir en Allemagne un rempart catholique en Bavière face aux États protestants. Il y avait alors dans le Saint-Empire romain germanique deux autres nonciatures, l'une à Cologne (depuis le XVIe siècle) et l'autre à Vienne.
Lorsque la nonciature apostolique à Cologne fut fermée à cause de l'arrivée des troupes révolutionnaires françaises en 1795, celle de Munich devint la seule d'Allemagne méridionale avec un rôle particulier à tenir à cause de la montée constante de l'anticléricalisme. En 1800, les troupes de Napoléon Bonaparte envahirent la Bavière; tous les biens des congrégations furent confisqués et la plupart des monastères fermés. La nonciature de Bavière fut également fermée. Elle rouvrit dix-huit ans plus tard, trois ans après le congrès de Vienne et avec le retour des Wittelsbach.
Après l'unité allemande et la proclamation de l'Empire allemand en 1871, la nonciature apostolique en Bavière devient la deuxième de l'Empire, après celle de Berlin.
Le 30 janvier 1934, les Länder allemands perdent leur autonomie fédérale et les divers rapports diplomatiques convergent tous à Berlin. Le dernier nonce apostolique en Bavière fut Mgr Alberto Vassallo di Torregrossa, qui quitta Munich le 23 octobre 1936.

## Liste des nonces apostoliques
- 1785–1795 : Giulio Cesare Zollio (it), archevêque in partibus d'Athènes
  - 1795–1796 : Annibale della Genga (futur Léon XII) (internonce)
- 1796–1800 : Emidio Ziucci, archevêque in partibus de Damas (de)

suppression de la nonciature apostolique (1800-1818)
- 1818–1827 : Francesco Serra di Cassano, archevêque in partibus de Nicée, cardinal
- 1826–1837 : Charles Joseph Benoît Mercy d'Argenteau, archevêque in partibus de Tyr
  - 1838–1841 : Michele Viale-Prelà (internonce)
- 1841–1845 : Michele Viale-Prelà, ensuite nonce apostolique à Vienne (en), puis cardinal et archevêque de Bologne, également archevêque titulaire de Carthage
- 1845–1847 : Carlo Luigi Morichini, évêque in partibus de Nisibis (de), 1852 cardinale, après 1871 archevêque de Bologne
  - 1848–1851 : Carlo Sacconi (internonce)
- 1851–1853 : Carlo Sacconi, archevêque in partibus de Nicée, cardinal
- 1853–1856 : Antonio Saverio De Luca, archevêque in partibus de Tarse, cardinal
- 1856–1861 : Flavio Chigi III, archevêque in partibus de Myre (de), cardinal
- 1861–1866 : Matteo Eustachio Gonella, archevêque in partibus de Néocésarée-du-Pont (de), cardinal
- 1866–1874 : Pier Francesco Meglia, archevêque in partibus de Damas (de), cardinal
- 1874–1877 : Angelo Bianchi, archevêque in partibus de Myre (de), cardinal
- 1877–1879 : Gaetano Aloisi Masella, archevêque in partibus de Néocésarée-du-Pont (de), cardinal
- 1879–1881 : Cesare Roncetti (pt), archevêque in partibus de Séleucie-en-Isaurie (de)
- 1882–1887 : Angelo Di Pietro, archevêque in partibus de Nazianze, cardinal
- 1887–1889 : Fulco Luigi Ruffo-Scilla, archevêque in partibus de Petra-en-Palestine, cardinal
- 1889–1893 : Antonio Agliardi, archevêque in partibus de Césarée-en-Palestine, 1893–1896 nonce apostolique en Autriche (en), 1899 cardinal d'Albano, après 1908 chancelier de la chancellerie apostolique

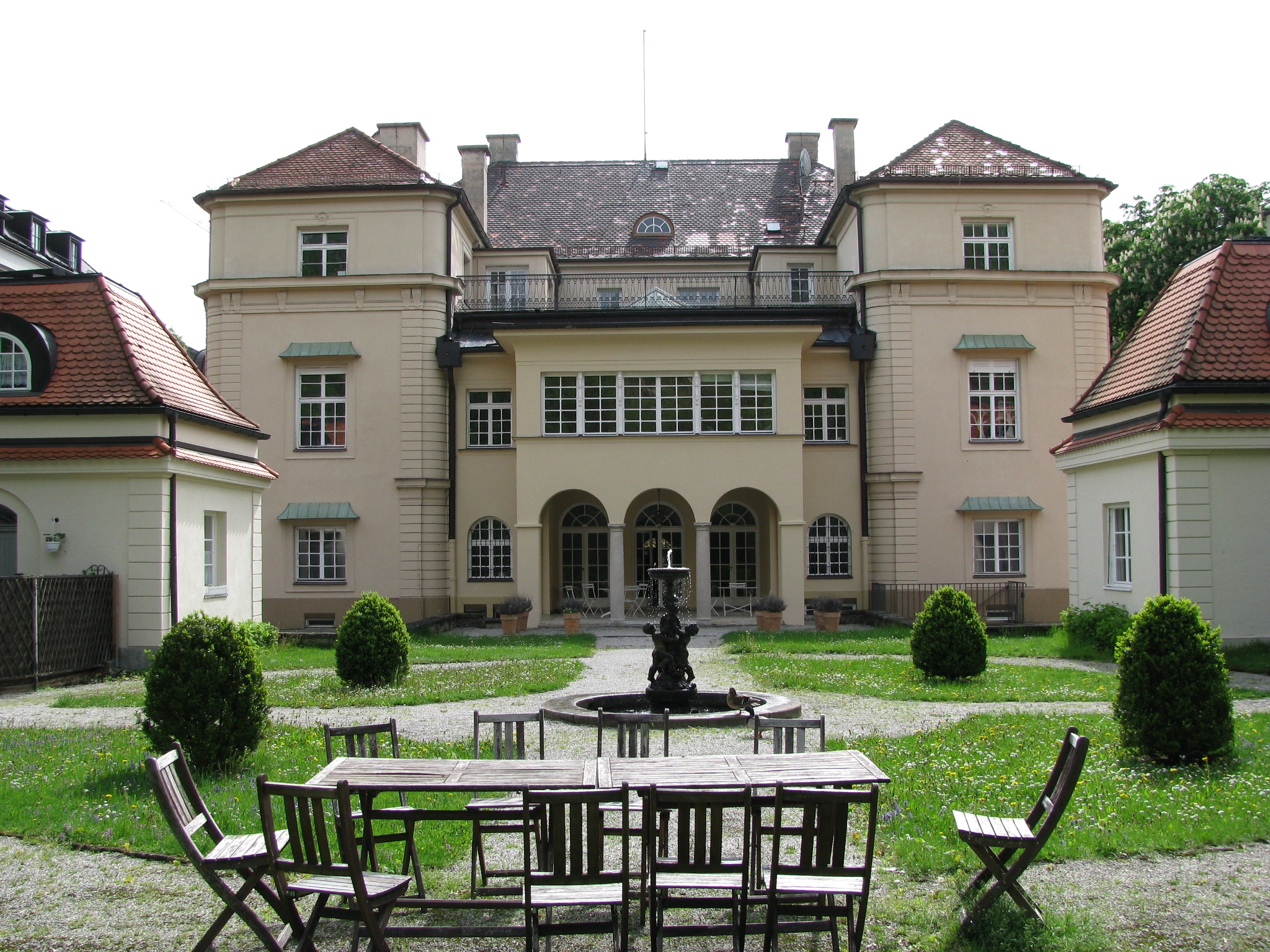
Le Palais Seyssel d’Aix, à Munich, résidence du dernier nonce apostolique en Bavière, Alberto Vassallo di Torregrossa.

- 1893–1896 : Andrea Aiuti, archevêque in partibus de Damiette (de), après 1896 nonce au Portugal (en), cardinal
- 1896–1899 : Benedetto Lorenzelli, archevêque in partibus de Sardes (de)
- 1900–1901 : Cesare Sambucetti (it), archevêque in partibus de Corinthe
- 1902–1904 : Giuseppe Macchi, archevêque in partibus de Thessalonique (de)
- 1904–1907 : Carlo Caputo (de), archevêque in partibus de Nicomédie (de)
- 1907–1916 : Andreas Franz Frühwirth, O.P., archevêque in partibus d'Héraclée (de), 1915 cardinal, 1927–1933 chancelier de la chancellerie apostolique
- 1916–1917 : Giuseppe Aversa (de), archevêque in partibus de Sardes (de)
- 1917–1925 : Eugenio Pacelli (futur pape Pie XII), archevêque in partibus de Sardes
- 1925–1934/1936 : Alberto Vassallo di Torregrossa, archevêque in partibus d'Émèse (de), puis nonce en Argentine (en)